# Giuseppe Alessi
Giuseppe Alessi (San Cataldo, 29 d'octubre de 1905 – Palerm, 13 de juliol de 2009) fou un polític sicilià. Fou membre de diverses organitzacions catòliques des de 1918, es va graduar en Dret i ha estat treballant com un advocat. De ben joves es va afiliar al Partit Popular Italià i el 1944 fou un dels organitzadors de la Democràcia Cristiana Italiana a Sicília. En el mateix any va ser nomenat president del Comitè d'Alliberament Nacional de la província de Caltanissetta i membre del Comitè Regional de l'Alliberament.
Fou nomenat alcalde de San Cataldo i membre de la Comissió Regional per a l'elaboració de l'estatut de la Regió de Sicília i de la Comissió Conjunta per a l'aplicació de normes per a l'estatut sicilià. Fou elegit diputat de l'Assemblea Regional Siciliana a les eleccions regionals de Sicília de 1947, 1951, 1955, i fou nomenat el primer president de Sicília, càrrec que abandonà el 1949. Novament fou nomenat president sicilià el 1955-1956. Des de desembre de 1956 a juny de 1959 i president de l'Assemblea Regional de Sicília.
A nivell nacional, va ser elegit senador pel districte de Caltanissetta a les eleccions legislatives italianes de 1963 dins les files de la Democràcia Cristiana Italiana, partit del qual va ser membre del Consell Nacional de 1947 a 1953 i de 1962 a 1963, i membre de l'Administració Central de 1951 a 1953. A les eleccions legislatives italianes de 1968 fou escollit per a la Cambra dels Diputats.
Entre altres càrrecs va ser també president del comitè provincial de la Creu Roja Italiana a Caltanissetta, síndic de la Società di Navigazione Tirrenia, vicepresident de la Cassa di Risparmio VE, president de l'ESCAL i de l'Istituto dell'Enciclopedia Italiana. Amb Flaminio Piccoli va ser un dels fundadors històrics del Moviment per al Renaixement de la Democràcia Cristiana des de finals dels noranta. L'última càrrec que ocupà fou la presidència d'honor de la Democràcia Cristiana de Giuseppe Pizza, alineada amb el centredreta.
Va morir als 103 anys el 2009. El seu funeral va tenir lloc a l'església mare de San Cataldo, el dijous 16 de juliol, oficiada pel bisbe Mario Russotto, i va ser enterrat al cementiri de San Cataldo.